# Fredrik Söderström
Sven Olof Fredrik Söderström (ur. 30 stycznia 1973 w Ludvice) – szwedzki piłkarz występujący na pozycji pomocnika.

## Kariera klubowa
Söderström seniorską karierę rozpoczynał w 1993 roku w pierwszoligowym zespole IK Brage. W tym samym roku spadł z nim do drugiej ligi. Na zapleczu ekstraklasy występował przez 3 sezony. Na początku 1997 roku odszedł do portugalskiej Vitórii Guimarães z Primeira Liga. Jej barwy reprezentował przez 4 lata.
W 2001 roku Söderström podpisał kontrakt z FC Porto. Grał tam jedynie w sezonie 2001/2002, a następne spędził na wypożyczeniach w Standardzie Liège, SC Braga oraz Estreli Amadora. Na początku 2005 roku odszedł do hiszpańskiego klubu Córdoba CF z Segunda División. W tym samym roku spadł z nim do Segunda División B. W Córdobie spędził jeszcze 1,5 roku.
W styczniu 2007 roku Söderström został graczem innego zespołu Segunda División B, UD Lanzarote. W połowie 2008 roku wrócił do Szwecji, gdzie został graczem pierwszoligowej drużyny Hammarby IF. W 2009 roku spadł z nią do drugiej ligi. W 2010 roku zakończył karierę.

## Kariera reprezentacyjna
W reprezentacji Szwecji Söderström zadebiutował 2 czerwca 1998 roku w wygranym 1:0 towarzyskim meczu z Włochami. W latach 1998–2002 drużynie narodowej rozegrał łącznie 5 spotkań.